# Nationalgalerie Oslo

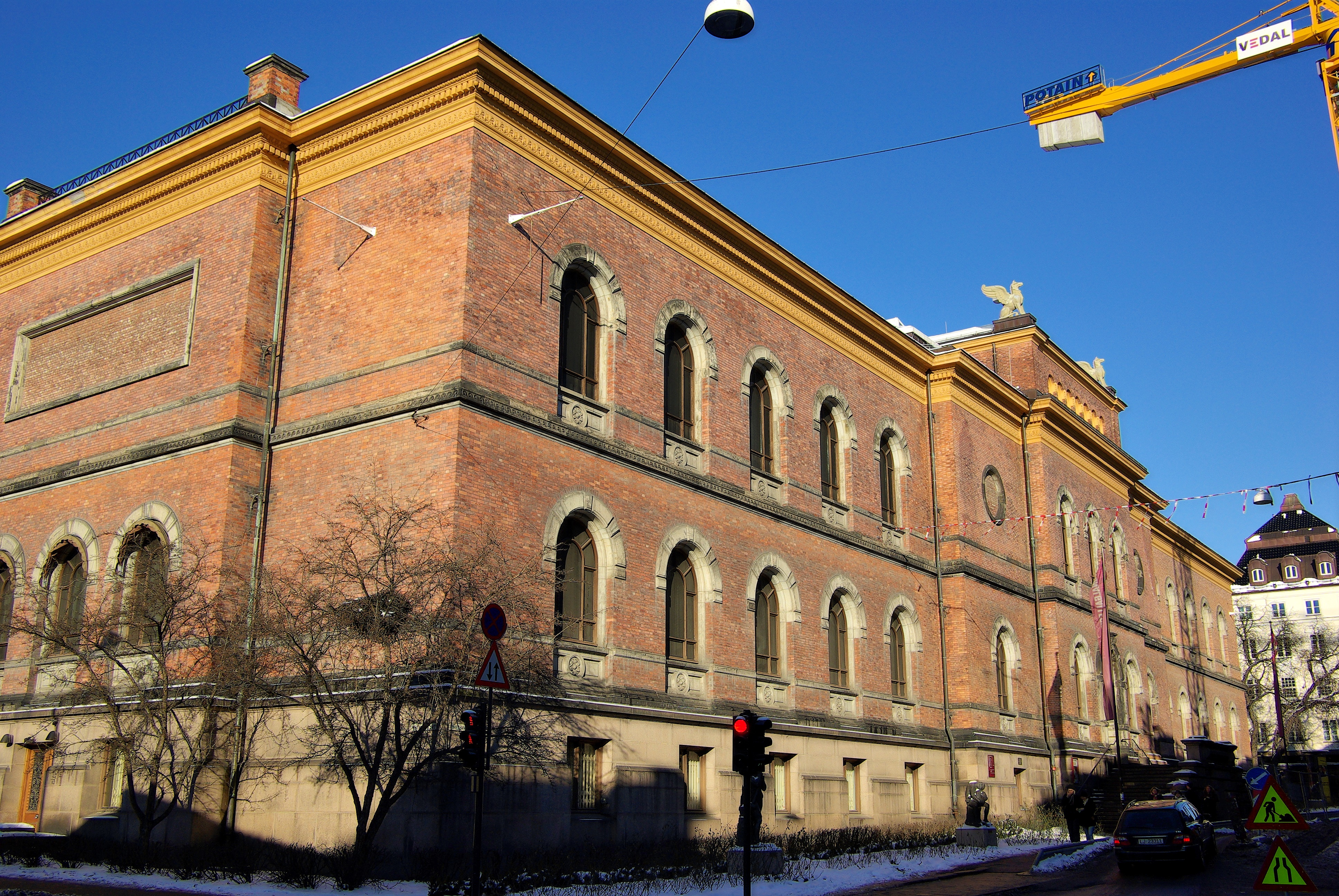
Nationalgalerie Oslo

Die Nationalgalerie Oslo (norwegisch Nasjonalgalleriet) in Oslo ist die größte Kunstsammlung Norwegens. Sie besitzt bedeutende Werke des weltberühmten norwegischen Malers Edvard Munch, aber auch von ausländischen Künstlern wie Vincent van Gogh, Claude Monet, Pablo Picasso und Henri Matisse. Seit 2022 ist sie im neu eröffneten Nationalmuseum Oslo untergebracht.

## Geschichte
Das staatliche Museum wurde 1842 nach einer Entschließung des Storting von 1836 begründet. Ursprünglich im Königlichen Schloss Oslo beheimatet, erhielt es 1882 ein eigenes Gebäude, entworfen von Heinrich Ernst und Adolf Schirmer. Frühere Bezeichnungen waren Den norske stats sentralmuseum for billedkunst und von 1903 bis 1920 Statens Kunstmuseum. Im Jahr 2003 wurde es Teil des Nationalmuseums für Kunst, Architektur und Design (norwegisch Nasjonalmuseet for kunst, arkitektur og design), dem Zusammenschluss des norwegischen Architekturmuseums, des Museums für Volkskunst, der Nationalgalerie Norwegens und der norwegischen Reichsausstellung. 
Internationales Aufsehen erregte die Nationalgalerie im Jahre 1994 durch den Raub des Gemäldes Der Schrei, ein Hauptwerk von Munch. Das Gemälde tauchte jedoch wenig später wieder auf und die Kunsträuber wurden zu mehrjährigen Gefängnisstrafen verurteilt.

## Direktoren
Direktoren des Museums waren u. a. Jens Thiis (1908–1941), Sigurd Willoch (1946–1973), Knut Berg (1975–1995), Tone Skedsmo (1995–2000) und Anniken Thue (2001–2003). Seit 2003 hat die Nationalgalerie als Teil des neu gegründeten Nationalmuseums keinen eigenen Direktor mehr.

### Ausgestellte Werke
(Auswahl)

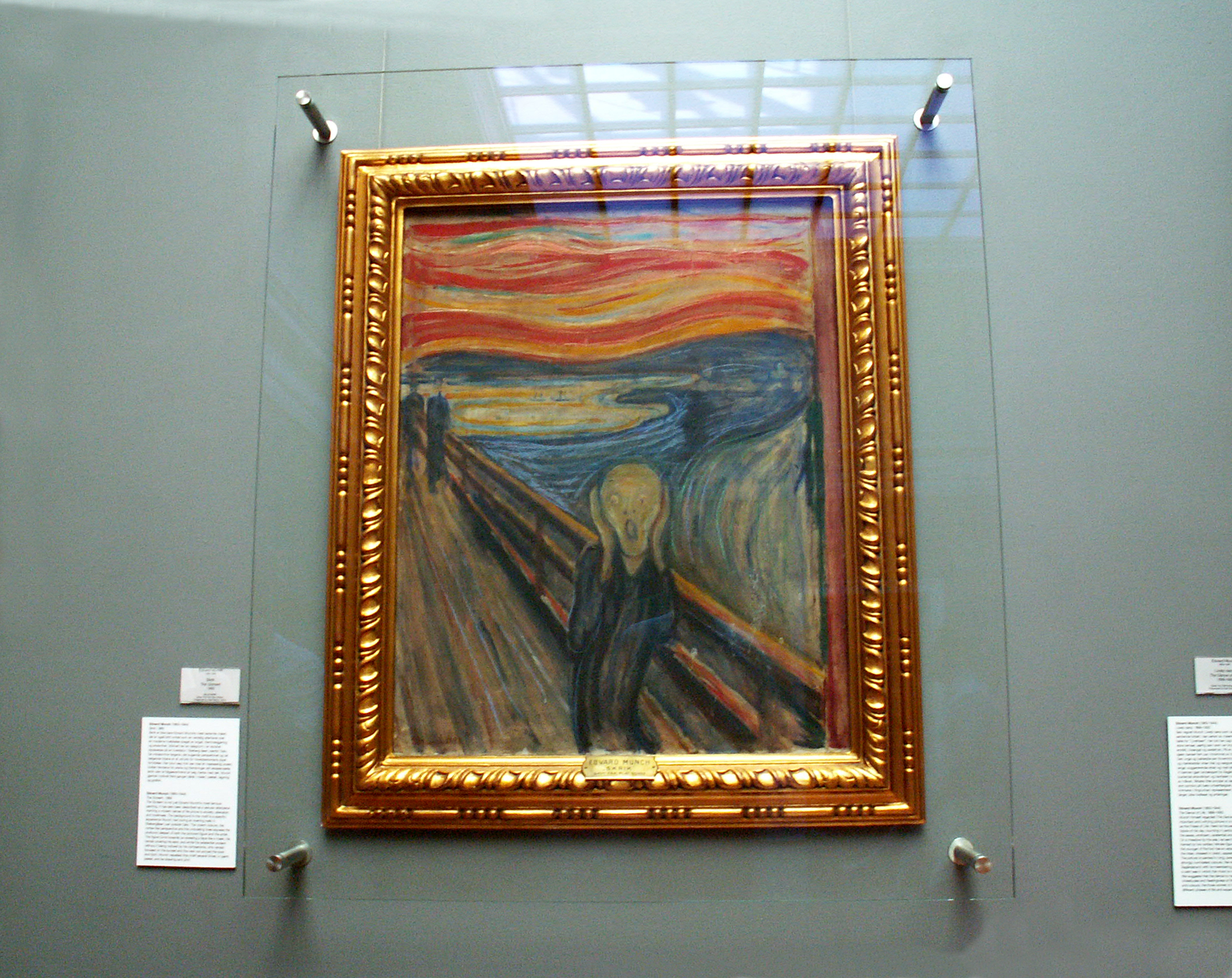
Edvard Munch: Der Schrei
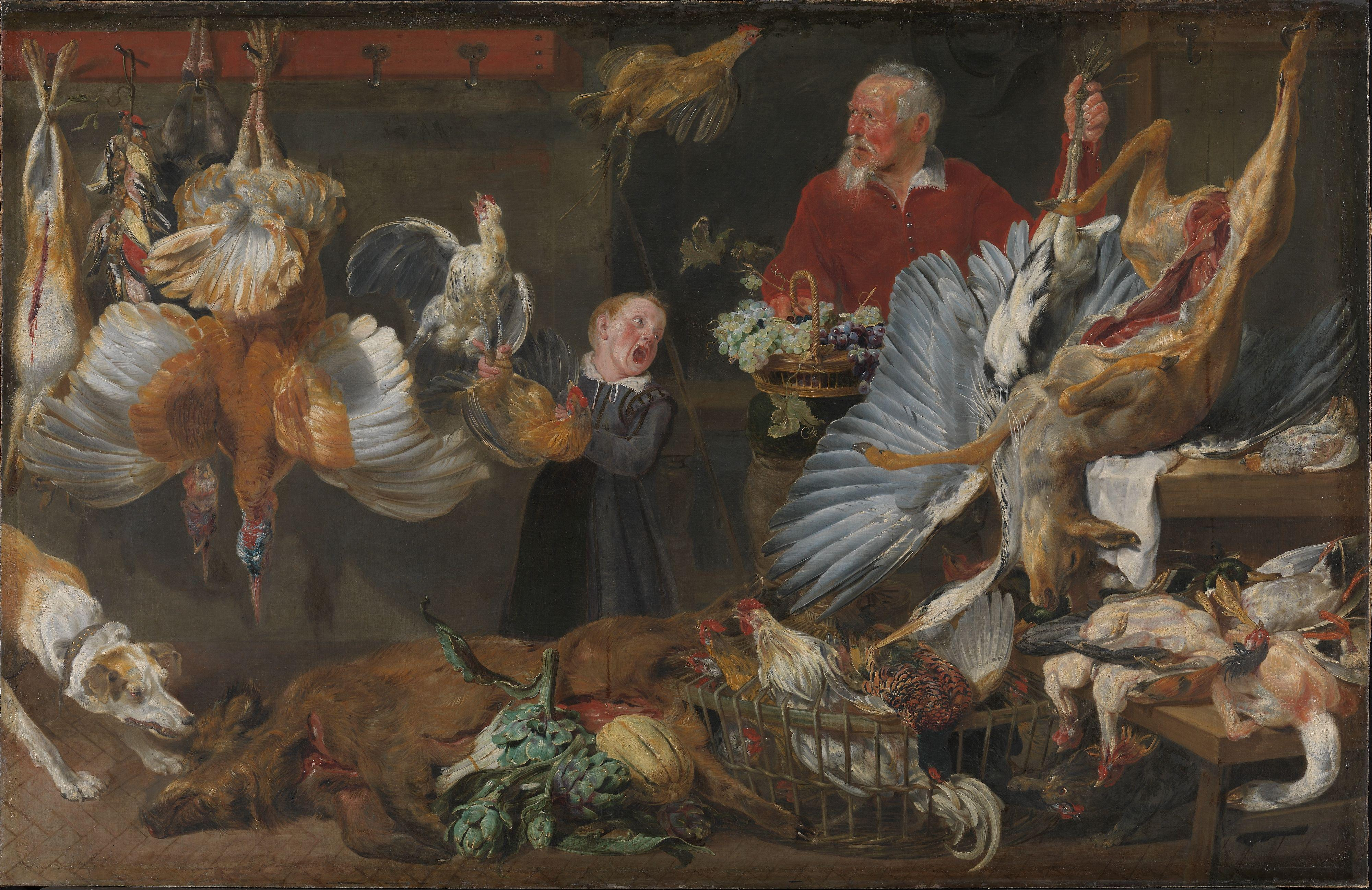
Frans Snyders: Wildbrethändler
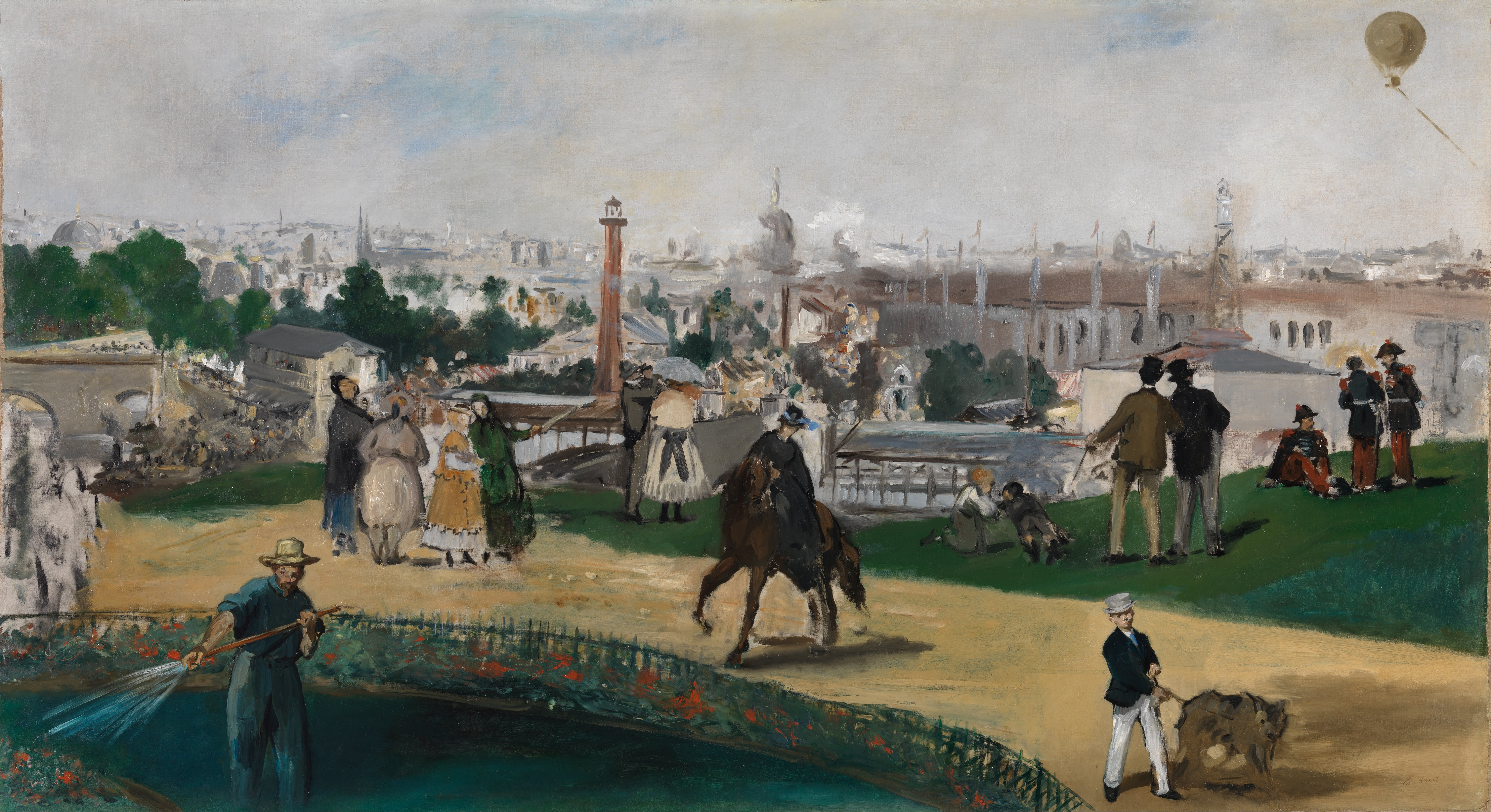
Édouard Manet: Blick auf die Weltausstellung von 1867
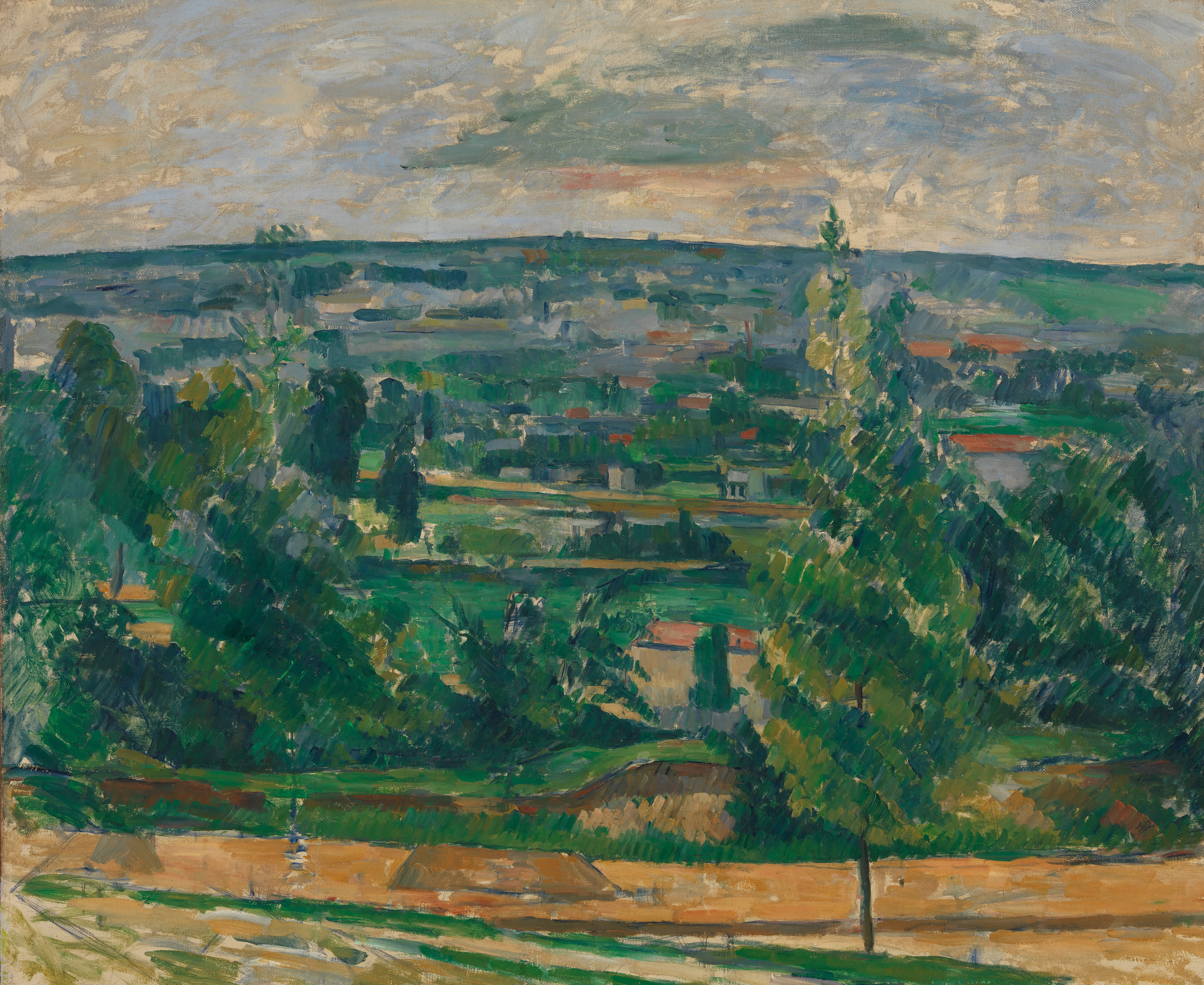
Paul Cézanne: Landschaft beim Jas-de-Bouffan